# 冬至河水库
冬至河水库是中国宁夏回族自治区固原市境内的一座水库，位于清水河上，建于1974年。水库正常库容为1480万立方米，集雨面积为279平方千米，海拔为1617米。